# Petya Barakova
Petya Barakova (Петя Баракова en búlgar) (18 de juny de 1994, Sofia) és una jugadora de voleibol de Bulgària. Juga com a col·locadora. El seu club actual és el Clubul Sportiv de Volei Alba-Blaj de Romania. És internacional amb la Selecció femenina de voleibol de Bulgària.
Va participar en la Lliga Europea de Voleibol femenina de 2014, els Jocs Europeus de 2015, en el Campionat Europeu de Voleibol Femení de 2015, en el Campionat Mundial de Clubs de la FIVB sub-23 i en el Grand Prix Mundial de voleibol de 2015, 2016 i 2017.